# Sandsjön (Hyssna socken, Västergötland)
Sandsjön är en sjö i Marks kommun i Västergötland och ingår i Rolfsåns huvudavrinningsområde. Sjön har en area på 0,281 kvadratkilometer och ligger 80,3 meter över havet.

## Delavrinningsområde
Sandsjön ingår i det delavrinningsområde (638254-129849) som SMHI kallar för Mynnar i Lygnern. Medelhöjden är 71 meter över havet och ytan är 11,79 kvadratkilometer. Det finns inga avrinningsområden uppströms utan avrinningsområdet är högsta punkten. Vattendraget som avvattnar avrinningsområdet har biflödesordning 2, vilket innebär att vattnet flödar genom totalt 2 vattendrag innan det når havet efter 32 kilometer. Avrinningsområdet består mestadels av skog (56 %), öppen mark (11 %) och jordbruk (28 %). Avrinningsområdet har 0,39 kvadratkilometer vattenytor vilket ger det en sjöprocent på 3,3 %.